# Andrea Guerrero
Andrea María Guerrero Quintero (Cúcuta, 8 de diciembre de 1983) es una periodista y presentadora de deportes colombiana. Desde 2016 hasta 2024 se desempeñó como directora de Deportes RCN. Actualmente ejerce como presidenta de Win Sports.

## Inicios
Andrea Guerrero es egresada de Comunicación Social y Periodismo de la Pontificia Universidad Javeriana en Bogotá. Sus inicios en el periodismo fueron con Claudia Gurisatti en La FM y posteriormente, como reportera de campo en Futbolmanía RCN.

## Polémicas
La carrera de Andrea Guerrero ha sido controversial al ser de las primeras mujeres periodistas deportivas en Colombia con alta exposición mediática, y particularmente por su estilo, ya que desde las transmisiones de Futbolmanía RCN elegía al jugador "superchévere" del partido, lo cual fue el origen de su apodo.

## Vida personal
Andrea Guerrero estuvo casada desde 2014 hasta 2020, con el banquero Alejandro Falla, tras una ceremonia realizada en Miami (Estados Unidos). Con su expareja tiene una hija llamada Luna Falla, nacida el 24 de enero de 2015.